# Pfarrkirche Langenlebarn

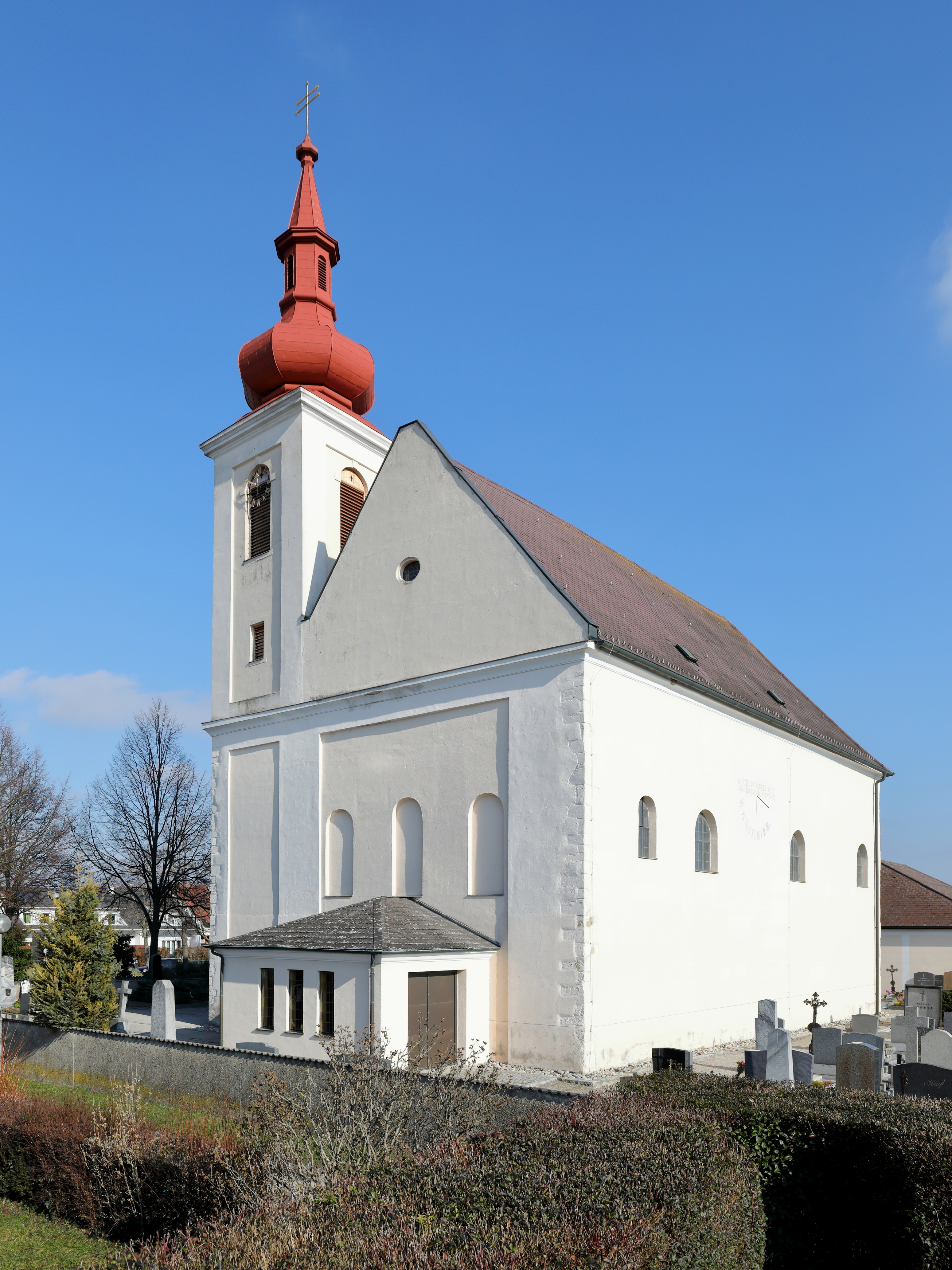
Katholische Pfarrkirche hl. Helena in Langenlebarn

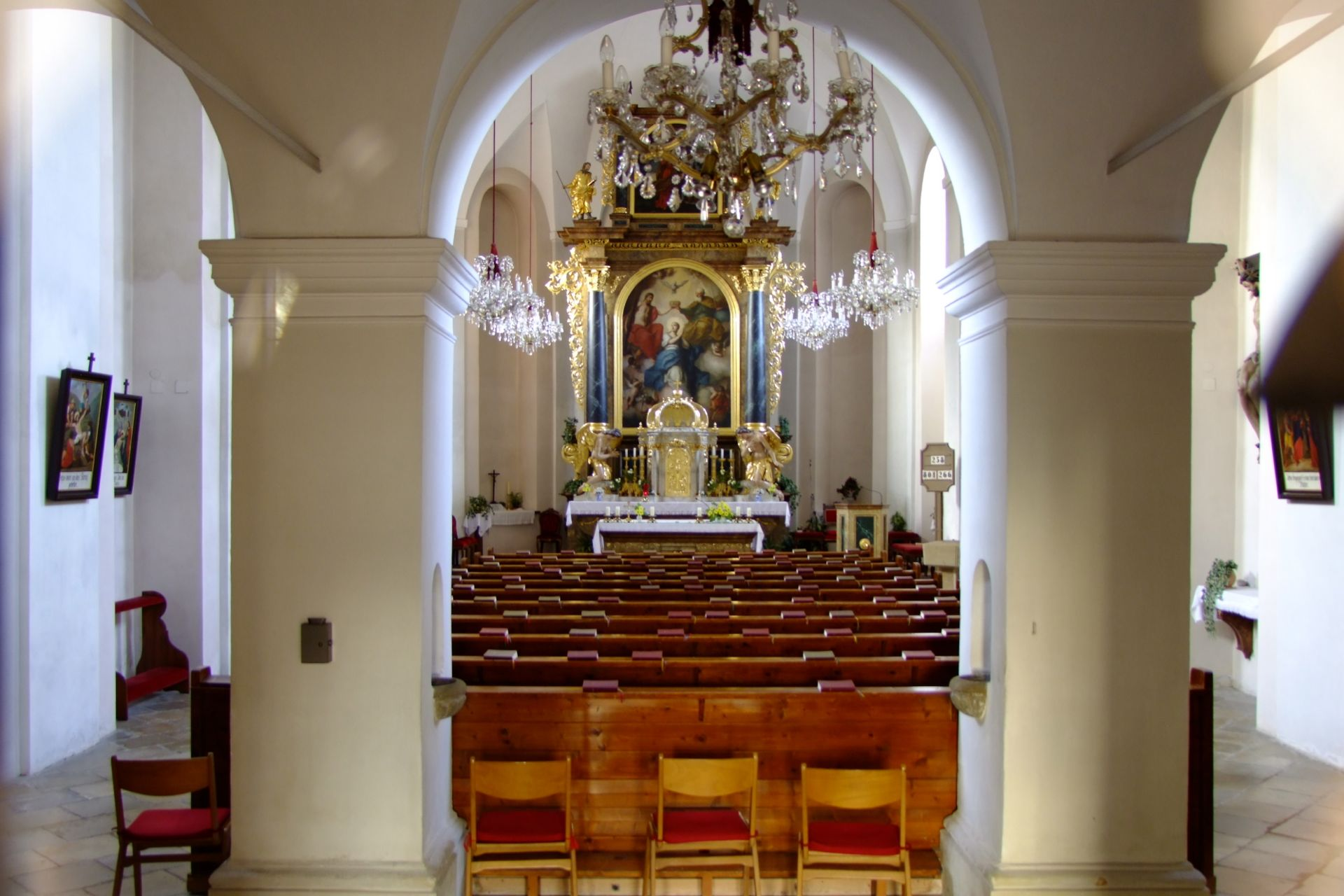
Langhaus, Blick zum Chor

Die römisch-katholische Pfarrkirche Langenlebarn steht am südlichen Ortsrand von Langenlebarn der Stadtgemeinde Tulln an der Donau im Bezirk Tulln in Niederösterreich. Die dem Patrozinium der Heiligen Helena unterstellte Pfarrkirche gehört zum Dekanat Tulln in der Diözese St. Pölten. Die Kirche steht unter Denkmalschutz (Listeneintrag).

## Geschichte
Im 13. Jahrhundert ein Vikariat von St. Andrä vor dem Hagenthale und 1347 eine selbständige Pfarre der Diözese Passau. Im Anfang des 15. Jahrhunderts ging die Pfarre an die Pfarre Tulln und 1784 an die Diözese St. Pölten.
Der Vorgängerbau wurde 1667 von der Donau fortgerissen und von 1671 bis 1676 außerhalb des Dorfes durch Wolf Saggerer wieder errichtet. Im Jahr 1683 wurde die Kirche durch die Türken beschädigt. Ein Blitz im Jahr 1822 zerstörte den Turm und das Kirchendach durch Brand. Restaurierungen erfolgten 1884 und 1930.

## Architektur
Der ungegliederte frühbarocke Kirchenbau ist von einem Friedhof umgeben.
Das Langhaus hat hochgesetzte Rundbogenfenster, an der Nordostecke des Langhauses steht ein halb eingestellter Turm mit einer Putzfeldgliederung, der Turm trägt einen Zwiebelhelm mit Laterne aus dem 19. Jahrhundert. Die schlichte westliche Giebelfront mit einem Oculus und Blendfenstern hat eine vorgebaute Eingangshalle aus der Mitte des 20. Jahrhunderts. Der Chor hat einen polygonalen Schluss. Nördlich am Chor steht ein Sakristeianbau.
An der Nordseite der Kirche befindet sich ein spätgotisches Relief Geburt Christi und Ölberg um 1500.
Das Kircheninnere zeigt ein fünfjochiges Langhaus unter einer Stichkappentonne mit Gurtbögen. Im Westjoch steht eine rundbogig geöffnete kreuzgratunterwölbte Empore auf zwei quadratischen Pfeilern. Im Turmerdgeschoß befindet sich eine Spindeltreppe. Der Chor schließt polygonal. Die Wandgliederung der Kirche zeigt hohe rundbogige Blendnischen zwischen flachen Pilastern. Die Sakristei ist kreuzgratgewölbt. Das Westportal hat eine eisenbeschlagene Tür aus der Bauzeit. Die eisenbeschlagene Tür zur Sakristei entstand im 18. Jahrhundert. Der Boden ist mit Kelheimer Platten ausgelegt.

## Einrichtung
Der Hochaltar als zweigeschoßiges Säulenretabel um 1700 wurde aus dem Bürgerspital von Tulln hierher übertragen, er zeigt das Altarblatt Mariä Himmelfahrt und im Auszug die hl. Helena flankiert von Statuen der Heiligen Joachim und Anna. Der barocke Tabernakel entstand im dritten Viertel des 18. Jahrhunderts.
Ein barockes Kruzifix ist aus dem 18. Jahrhundert. Die Kanzel ist barock. Die Kreuzwegbilder entstanden im Ende des 19. Jahrhunderts. Das Taufbecken ist von 1892.
Die Orgel baute Franz Capek 1906.